# Marktkirche (Lage)

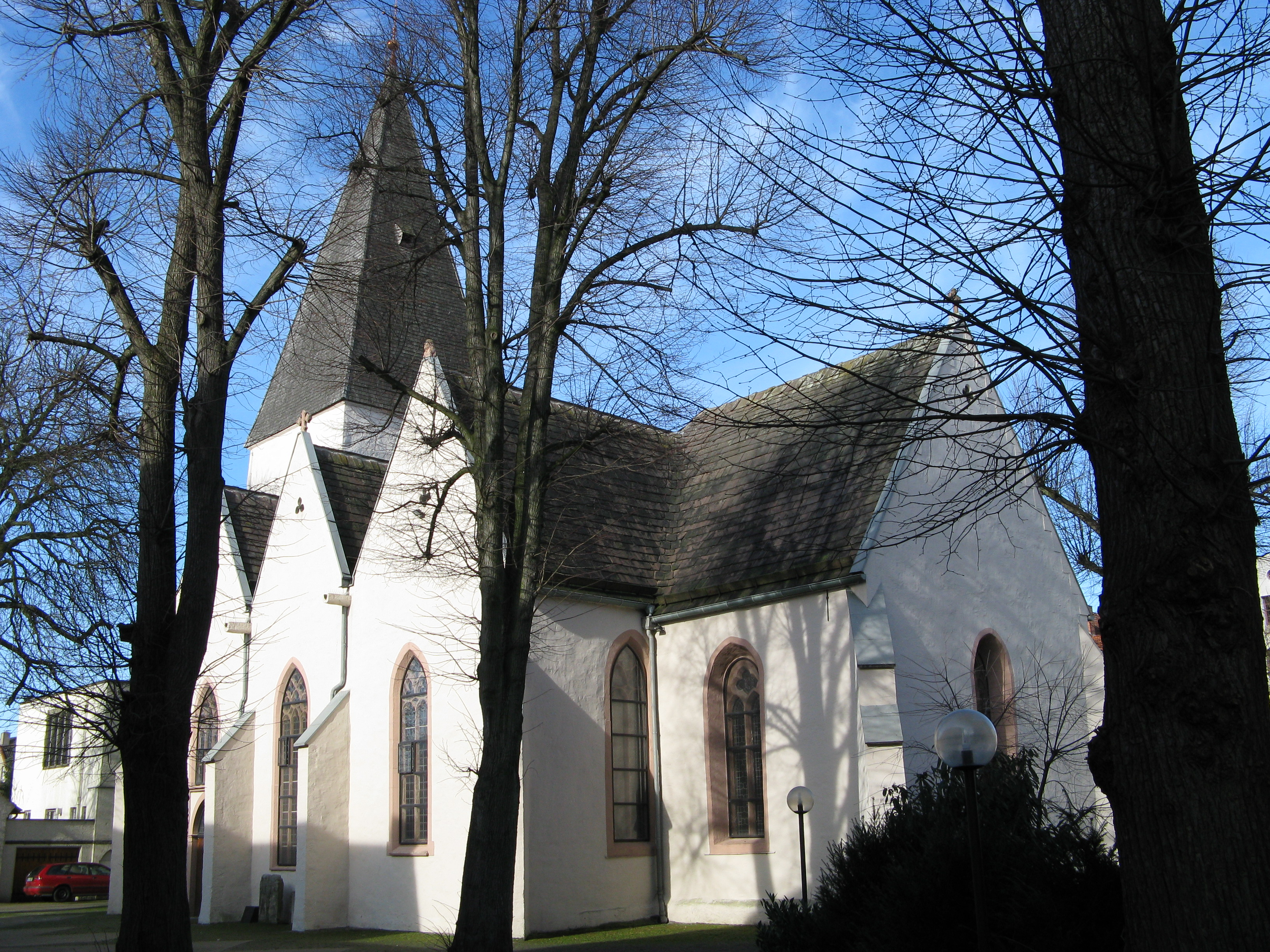
Ev.-ref. Marktkirche St. Johann

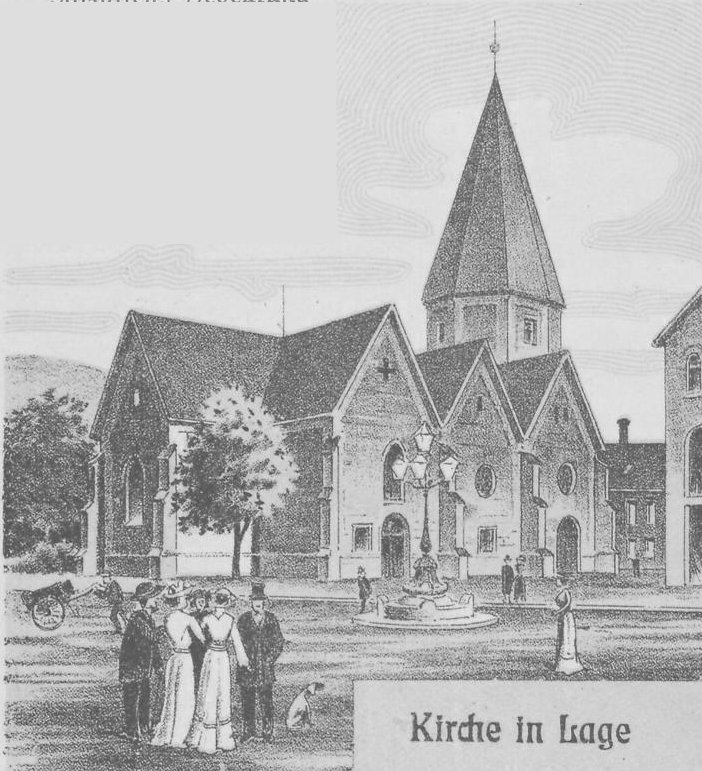
St. Johann um 1904

Die Marktkirche St. Johann ist eine evangelisch-reformierte Pfarrkirche in Lage im Kreis Lippe. Kirche und Gemeinde gehören zur Lippischen Landeskirche.

## Geschichte
Die Marktkirche wurde im 10. Jahrhundert auf dem Gebiet der heutigen Stadt Lage errichtet, wo sich mehrere Fernwege kreuzten. In den folgenden Jahren wurden immer wieder bauliche Änderungen an der Lagenser Marktkirche vorgenommen, wie beispielsweise der Umbau zur romanischen einschiffigen Kirche und der Errichtung des Kirchturmes. Im 15. Jahrhundert wurde sie dann zu der heutigen spätgotischen, dreischiffigen Hallenkirche umgebaut.

## Ausstattung

### Glocken
Besondere Aufmerksamkeit gilt einer der ältesten datierten Kirchenglocken Lippes: Die Marienglocke wurde 1518 vom münsterischen Gießer Wolter Westerhues gegossen. Sie wiegt etwa 1.900 kg bei 1.460 mm Durchmesser und hat den Schlagton c1. Sie wurde während des Zweiten Weltkrieges entwendet, um eingeschmolzen zu werden, konnte aber von einigen Lagenser Bürgern nach dem Krieg unversehrt zurückgebracht werden. Die beiden übrigen Glocken wurden 1925 (g1) und 1951 (e1) gegossen.

### Orgel

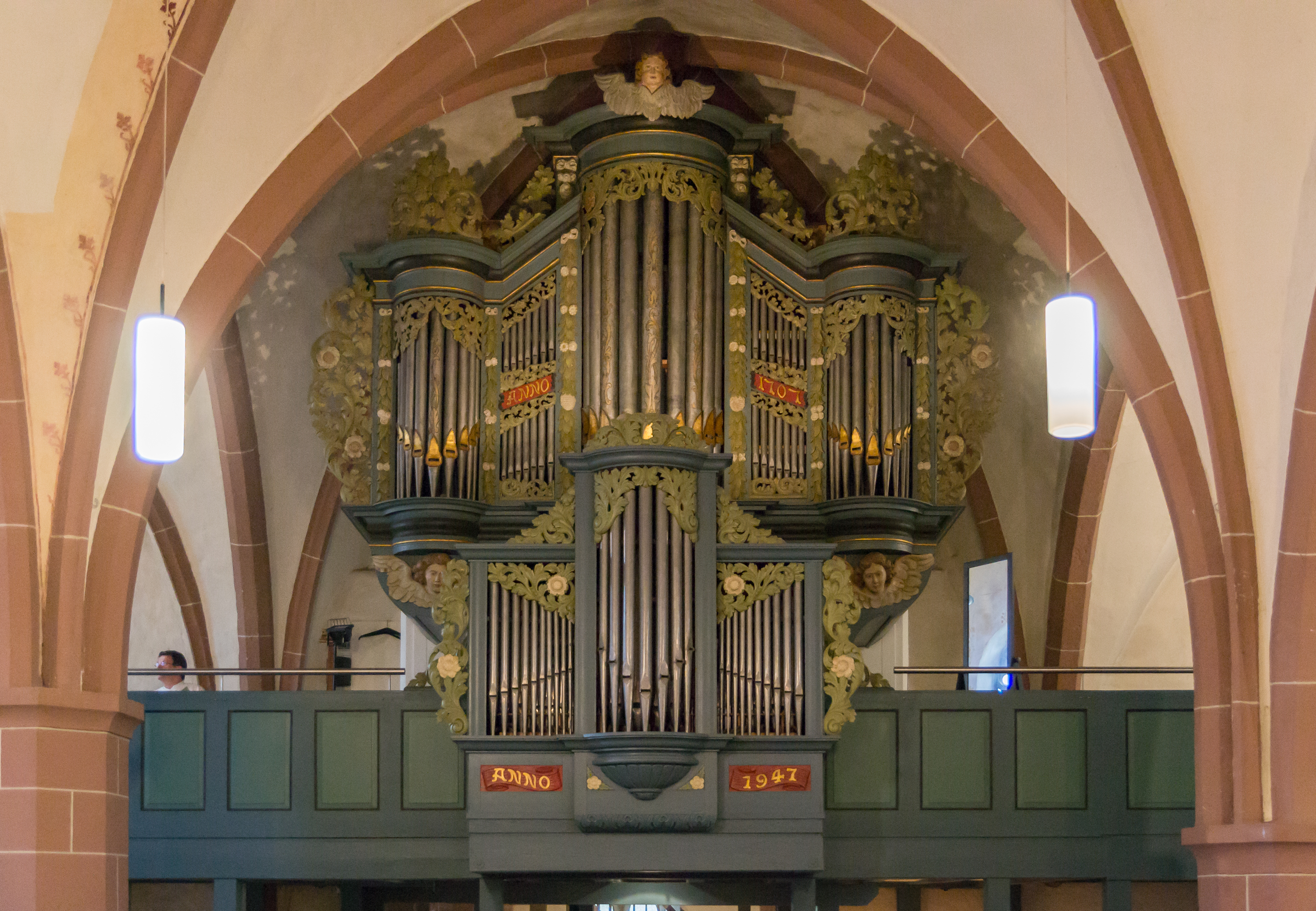
Barockorgel von Johannes Fincke mit Erweiterung von 1947

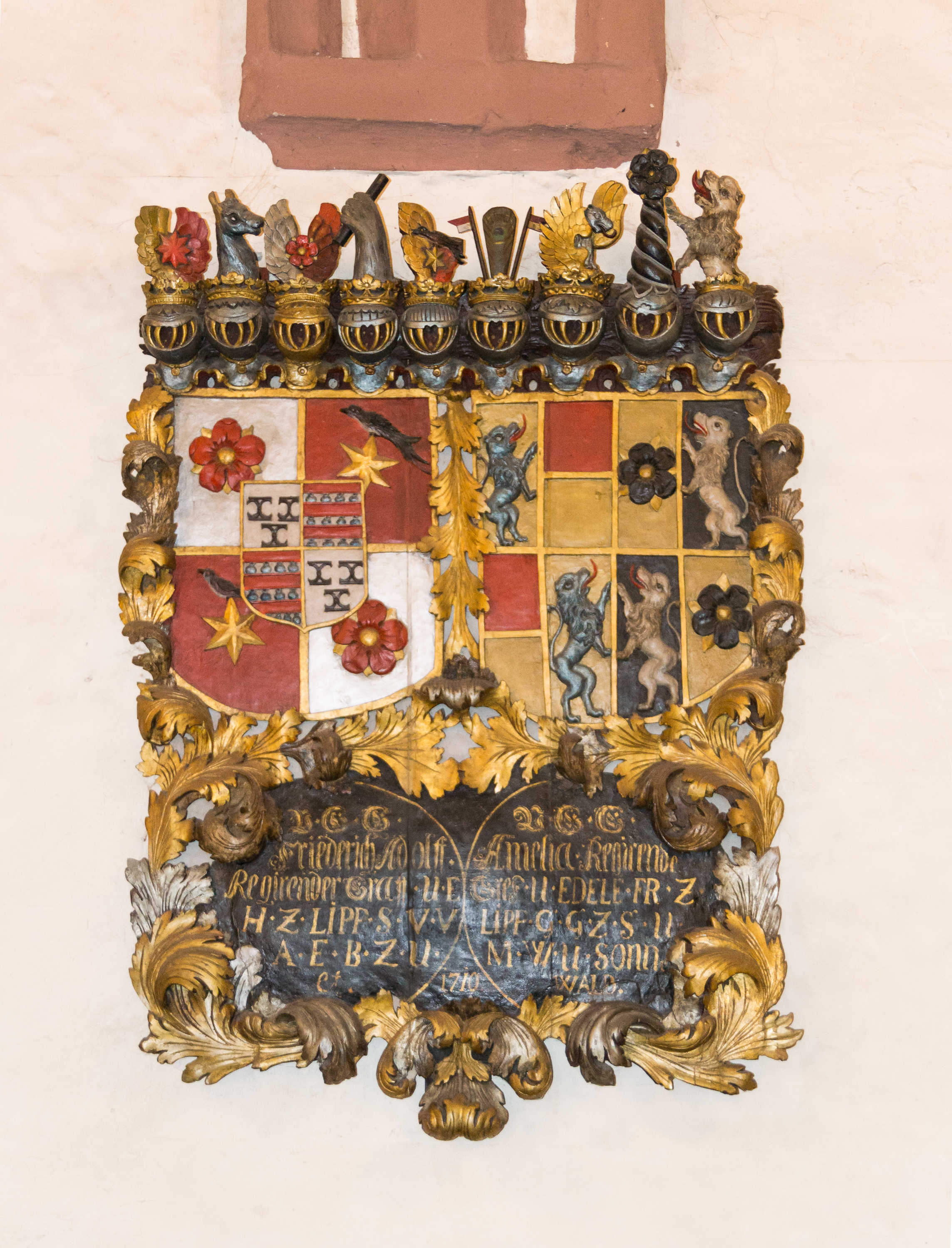
Stiftertafel mit Allianzwappen

Ein weiterer besonderer Bestandteil der Marktkirche ist ihre barocke Orgel von Johannes Fincke aus dem Jahr 1707. Bei einem Umbau im Jahr 1884 durch die Firma Klaßmeier wurde die Orgel zweimanualig und erhielt ein Pedal-Werk. 1947 wurde die Orgel durch die Emil Hammer Orgelbau um das Rückpositiv erweitert und 2006 einer umfassenden Restaurierung unterzogen.
Zur Orgel gehört auch eine Stiftertafel von 1710, die die Allianzwappen von Graf Friedrich Adolf zur Lippe und seiner zweiten Frau Amalie zu Solms-Hohensolms zeigt. Die Tafel hängt heute am südlichen Seitenschiff.
| I Hauptwerk C–g3 |                 |       |
| 01.              | Gedackt         | 16′   |
| 02.              | Principal       | 08′   |
| 03.              | Gambe           | 08′   |
| 04.              | Gedackt         | 08′   |
| 05.              | Octave          | 04′   |
| 06.              | Spitzflöte      | 04′   |
| 07.              | Octave          | 02′   |
| 08.              | Sesquialter II0 | 2 ⁄3′ |
| 09.              | Mixtur V        |       |
| 10.              | Cymbel III      |       |
| 11.              | Trompete        | 08′   |
|                  | Tremulant       |       |

| II Rückpositiv C–g3 |            |       |
| 12.                 | Rohrflöte  | 08′   |
| 13.                 | Principal  | 04′   |
| 14.                 | Flöte      | 04′   |
| 15.                 | Waldflöte  | 02′   |
| 16.                 | Quinte     | 1 ⁄3′ |
| 17.                 | Sifflöte   | 01′   |
| 18.                 | Scharff IV |       |
| 19.                 | Krummhorn0 | 08′   |
|                     | Tremulant  |       |

| Pedal C–f1 |            |     |
| 20.        | Subbass    | 16′ |
| 21.        | Octavbass0 | 08′ |
| 22.        | Nachthorn  | 04′ |
| 23.        | Posaune    | 16′ |
| 24.        | Clarine    | 04′ |